# 胡斯托菲德爾帕拉西奧斯
胡斯托菲德爾帕拉西奧斯（西班牙語：Justo Fidel Palacios），是巴拿馬的城鎮，位於該國西部，由奇里基省的托萊區負責管轄，面積25.8平方公里，2010年人口656，人口密度每平方公里25.4人。